# Castillo de Aljabowbi
Castillo de Aljabowbi (en árabe: قلعة الجبوبي) es un castillo en el barrio de Hadda de la periferia sur de Sana'a, Yemen, al suroeste del Hospital del Corazón de Líbano y al oeste de la Universidad Internacional del Líbano y el sur de la Embajada de Japón y la fábrica de agua mineral Hadda.